# 플라이 낚시

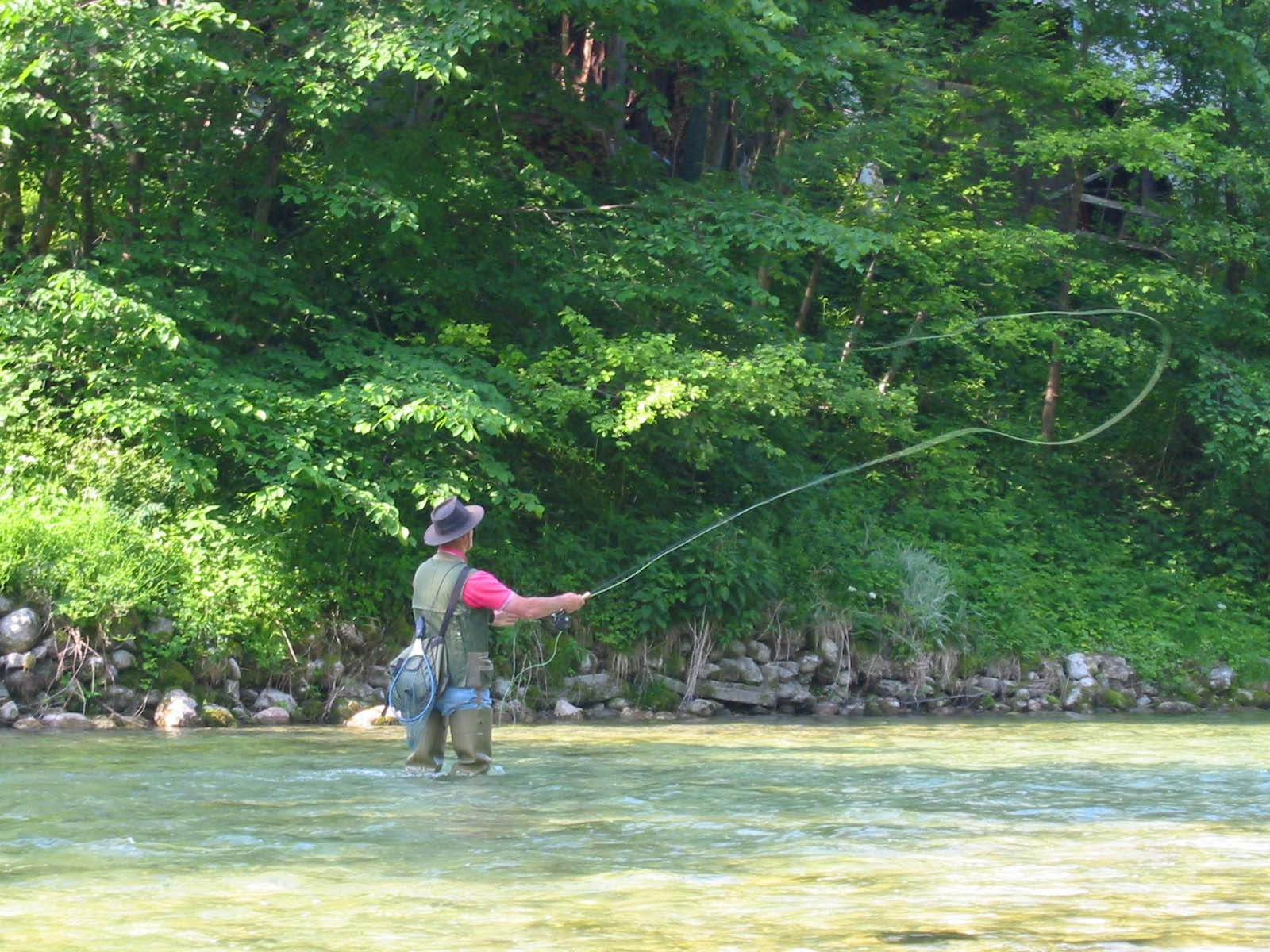

플라이 낚시(영어: Fly fishing)는 동물의 털로 수생곤충 모양과 같은 미끼(플라이)로 만들어 물고기를 잡는 낚시기법이다. 플라이낚시에서 미끼를 '플라이'라 부른다. 플라이를 멀리 보내기 위해서는 플라이낚시만의 전용장비와 캐스팅방법이 필요하다. 

## 입문자 전용장비
플라이를 원하는 스폿으로 보내기 위해 전용장비를 사용한다. 
전용장비로는 로드, 릴, 라인, 리더가 있다. 소품으로는 웨이더, 계류화, 가방, 뜰채, 모자 등이 있다. 
로드(Rod)는 자신이 잡고 싶은 대상어, 가고자 하는 장소따라 선택하면된다. 
0번부터 10번까지 있으며, 5번을 기준으로 숫자가 높을수록 길이가 길고 무게가 많이 나간다. 
0에서 3번은 산천어, 피라미, 갈겨니 등 작은 물고기, 4~6번은 송어, 7~10번은 연어, 누치, 강준치 등 크기가 큰 물고기를 잡는데 주로 사용된다.  
릴(Reel)은 로드 번호에 따라 릴의 크기(#1/2 #3/4번 #5/6 #7/8 #9/10/11)를 선택하면 된다. 
라인(Line)은 로드 번호에 같은 라인을 구입하면 된다. 라인은 두께와 무게가 일정한 DT라인과 무게 중심을 앞쪽에 둔 WF라인이 있다.
리더(Leader)은 한국어로 목줄이라 번역되고, 라인과 플라이를 이어주는 가늘고 투명한 낚시줄이다. 리더는 1X ~ 10X가 있으며 숫자가 낮을수록 두껍고 높을수록 가늘어진다. 리더의 선택은 4번을 기준으로 사용된다. 
입문자용 전용장비는 자신의 경제적, 신체적 능력에 따라 결정하면 된다.  

## 스페이 캐스팅
스페이 캐스팅(Spey Casting)은 플라이 캐스팅 방법의 하나로 오버헤드 캐스팅과 비교되어 뒷 공간이 협소한 지역에서 사용할 수 있는 기법이지만 최근 추세는 최소한의 에너지를 이용한 캐스팅의 구사를 필요로 할 경우 종종 응용된다. 크게는 싱글핸드 스페이 캐스팅과 두핸드 스페이 캐스팅으로 나눌 수 있다.
투 핸드 스페이 캐스팅의 경우 라인과 로드 그리고 사용하는 손의 위치와 힘에 의해 주로 세가지로 분류가 가능하다. 현실적으로 캐스터들이 사용하는 기법은 주로 혼용되어 사용된다
1. 전통적인 스페이 캐스팅(Traditional spey casting)
전통적으로 영국 스코틀랜드 지역의 스페이(spey) 강에서 출현된 캐스팅으로 라인의 벨리 부분이 길어 롱벨리 라인과 14피드 이상의 무거운 스페이 로드를 이용한다. 여전히 많은 플라이 낚시인들이 이 전통적인 스페이 캐스팅을 구현하고 있다. 왼손의 역할보다는 오른손의 역할이 강조되고 롱벨리 라인으로 인해 뒷공간이 상대적으로 많이 필요로 한다. 라인의 길이가 길기 때문에 디 룹(D loop) 을 만드는 행동과 포워드 액션에서 몸의 동작이 크다.
2. 스칸디나비안 스페이 캐스팅(Scandinavian spey casting) 또는 언더핸드 캐스팅(Underhand casting)
전통적인 스페이 캐스팅과 비교하면 비교적 짧은 벨리 부분과 러닝라인이 특징이며 왼손을 이용한 슈팅을 구현함으로 적은 에너지로 스페이를 실현할 수 있다. 로드 길이가 다소 길어야 이 캐스팅에 유리하다. 라인이 다소 가볍고 헤드가 슈팅헤드 라인형태를 띤다.  라인의 앞부분 싱킹팁 부분을 바꾸어 다양한 수심층 공략에 유리한 특징이 있어 스카짓 캐스팅 시스템과 유사하여 대부분의 스페이 캐스터들이 정확한 언드핸드 캐스팅을 구사하지 못할 경우가 종종있다.  스칸디나비안 캐스팅의 경우 라인의 속도가 빠르고 경쾌한 면이 있고.. 장거리 캐스팅에 유리한 특징을 가진다.
3. 스카짓 캐스팅(Skagit casting)
서북미 와싱턴 주 오레곤 주 그리고 캐나다 브리티시 컬럼비아의 스텔헤드 낚시에 특화된 캐스팅이다. 스캔디 라인보다 헤드가 짧고 굵어서  무거운 훅을 유속이 빠른 강에서 바닥권을 스윙하기 위해 디자인된 캐스팅이다. 추운 겨울 캐스팅에서 오는 피로도를 최소화하고 좁은 뒷공간에서 무거운 플라이를 효율적으로 날리기 위해 디자인된 캐스팅으로 왼손이 40% 오른손이 약 60%의 에너지를 분담하면서 캐스팅을 하게 되는 스타일이다.  앞에 T8, T11, T 14 등 무거운 싱킹라인을 교체해 가면서 길이가 4-6인치 정도의 무거운 인터루더 플라이를 프리젠테이션 하기에 적합하다.
4. 스칸디나비안 시스템(Scandi system)과 스카짓( Skagit system)의 운용
필자의 개인적인 경험은 스캔디 시스템은 summer steelhead나 coho salmon 낚시에 적합하다. 강 수위가 낮고 맑아서 쉽게 라인의 파장으로 물고기가 놀라 회피하는 것을 최소화 할 수 있고 특히 아주 예민한 코호낚시에서 스캔디 시스템은 착수시 물파장을 최소화 하여 보다 효율적인 시스템이다. 스캔디 시스템의 슈팅헤드 라인은 장타를 날리기에 적합하여 바다에서 핑크연어나 코호 연어 또는 킹새먼을 낚기에 손색이 없다. 필자의 개인적인 경험은 스카짓 시스템의 경우 겨울철 대물 브라운 송어나 무지개 송어 그리고 스텔헤드를 공략하는데 특화되어 효율적이다.  특히, 겨울철 스윙시엔 필수적인 시스템으로 Snap -T 및 Perry poke 같은 몇가지 기본적인 캐스팅은 꼭 익혀둘 필요가 있다. 무거운 라인과 플라이로 인해서 앵커에 대한 이해도 있으면 좋겠다.

## 스윙 기법
위에서 언급된 스페이 캐스팅을 이용하여 특히 Steelhead를 공략할 경우에 종종 사용되는 Swing 기법에 대하여 알아보자.
1. 스윙 기법엔 4가지 정도 크게 분류 가능하다.

- 업스트림 45도 캐스팅 후 데드 드리프팅을 시킨 후 스윙하는 기법. 
 이 기법의 경우는 강폭이 좁고 수심이 깊은 소머리의 깊은 지역에 훅을 꽂아 넣듯이 넣은 후 전방부터 스윙을 시도하는 기법이다.  주로 대상어종이 나의 위치에서 강상위에 위치된다고 여겨질 때에 구사한다.
- 전방 90도 캐스팅 후 데드 드리프팅을 시킨 후 스윙하는 기법.
 이 기법의 경우 역시 강폭이 좁고 깊으며  대상어종이 반대편 강가나 그 바로 아래 수심층에 있다고 여겨질 경우에 행해지는 기법이다.
- 다운스트림 45도 캐스팅 후 멘딩 이후 스윙하는 기법.
 대부분의 스윙이 이 45도 다운스트림 캐스팅 후 멘딩하는 기법으로 이루어진다. 다만 낚시인의 생각에 강바닥이 하류로 갈수롤 낮아진다면 멘딩을 하류방향으로 강바닥이 일정하게 유지되거나 깊어진다면 멘딩을 상류방향으로 하는 프리젠테이션이 있다. 참고할만 하다.
- 다운 스트림 75도 캐스팅 후 스윙하는 기법.
 이 경우의 스윙은 강의 반대편 강가에 있는 대상어 공략이라기 보다는 강의 하류 즉 플라이 낚시인이 서있는 강가편 하류에 붙어 있을 대상어를 공략하려는 기법이다.  강폭이 넓고 수심이 얕으며 넓은 지역을 커버해야 할 경우에 사용될 수 있다.
 개인적으로는 다운스트림 45도와 75도를 병행한다.

2. 좁은 강폭을 유지할  경우 또는 강의 수심이 깊은 경우 위에서 언급된 업스트림과 전방 90 기법이 이용될 수 있다.
3. 강폭이 넓어 넓은 지역을 탐색할 경우 위에서 언급된 다운 스트림 기법을 이용할 수 있다.
4. 다운 스트림 스윙 기법에서 플라이 라인을 상류로 멘딩하여 플라이를 먼저 스윙하는 기법이 있고,  다운 스트림 스윙기법에서 플라이 라인을 아래로  멘딩하여 프리젠테이션하는 기법이 있다. 이는 강의 바닥과  유속에 따라 선택하여 혼용사용할 수 있다. 간단히 설명하면 테일 아웃 지역같이 강의 수심이 소머리에 비해서 낮아질 경우엔 멘딩을 하류방향으로 맞추어 플라이 라인을 먼저 흘려보내고 훅을 따라 오게하여 강바닥에 걸리는 것을 방지하려는 의도와 동시에 대상어를 탐색하는 방법이다.
5. 스윙기법의 가장 큰 특징은 강의 흐름에 라인이 드랙이 걸려 플라이가 대상어종에서 도망치는 모양을 연출 즉 프리젠테이션하는 것이 핵심이다. 트위칭과 로드를 앞뒤로 느리게 오가는 행동 역시 도움이 된다.

## 첨연어 플라이 낚시 Chum Salmon fly fishing에 대한 이해
1. 첨연어 Chum salmon의 경우 플라이 선택은 대체적으로 어트랙터 계열이 주류를 이룬다. 플라이 형태가 다른 연어 플라이와 달리 스틸헤드 낚시의 인터루더 계열 플라이면 첨연어 낚시엔 전혀 무리가 없다고 본다. 
먹이활동 형태의 행동으로 플라이를 공격하는 경우는 바다와 민물이 만나는 지역에서 주로 이루어진다. 이 경우는 coho, pink, king 연어와 유사한 형태로 훅을 리트리브 함으로써 첨연어를 공략할 수 있다. 핑크 계열이면 무난하다.
2. 강에서 spawning을 기다리고 있거나 spawning을 위한 짝짓기 과정일 경우, 알자리를 지키려는 행위나 또는 자신의 알자리 영역에 침범하는 어떤 것도 공격하려는 행위로 dead drifting 되는 훅을 삼키거나 또는 스윙되는 훅에 대한 공격성을 보인다. 강의 수위에 따라 싱킹팁을 이용하는 것과 무거운 훅 가벼운 훅 등 다양한 훅을 사용해서 공략해 보는 것도 좋다.
3. float 채비에 sinker를 달아 dead drifting 하는 채비의 경우는 장비가 플라이 로드와 릴을 사용하지만 이는 엄연히 기어 Gear  채비를 이용한 플로팅 낚시로 보는 것이 타당하다. 센터핀 낚시나 플로팅 낚시와의 차이가 거의 없기 때문이다. 하지만 조과 측면에서 데드 드리프팅은 가장 효과적이다. 개인의 선택 사항이다.
4. 첨연어 스윙기법을 이용한 방법은 위에서 언급된 스윙기법을 이용해 볼 수 있다.

## 코호 연어 플라이 피싱에 대한 이해
바다에서의 코호 낚시는 먼저 캐스팅이 담보 되어야 가능하다. 훅은 크게 미노우 계열과 어트렉트 계열로 다양한 색상중에서 그린 오렌지 핑크 계열이면 무난하다.
강에서 코호 연어 낚시는 다음과 같이 간단히 짚을 수 있다.
먼저, 느리게 흐르는 강의 웅덩이 tailout 지역이나 강변의 나무 바위 등 강의 수심이 깊고 느리며 그늘진 곳엔 코호 연어가 항상 자리 잡는다.
미노우 계열 훅이나 어트렉터 계열  핑크 색상과 플래쉬한 재료를 이용한 플라이를 캐스티한 후 다양한 속도로 리트리브를 해주면 코호는 훅을 따라와서 물어준다.
송어 스트리머 낚시를 생각하면 거의 유사하다. 코호 연어의 경우는 다소 겁이 많아 목줄이나 훅의 착수 등에 신경쓰면 좋지만 꼭 필요한 것은 아니다. 코호 연어는 체급에 비해 바늘털이 및 파이팅이 강하고 무엇보다도 적극적으로 플라이 훅을 물어 주는데서 무척 흥미롭다.
킹새먼과 핑크 새먼 역시 첨새먼 기법을 이용하면 무난하게 공략할 수 있다.

## 대물송어 공략법
스트리머 스윙 및 리트리브 기법을 중심으로
1. 강에서 무지개 송어 25인치급 이상 브라운 송어 27인치급 정도의 송어를 공략하는 데 참고할 수 있는 기법은 많다. 여기에서는 스트리머 스윙 및 리트리브 기법을 확인해 보자.
 최근 각 로드 제조사별로 트라웃 전용 스페이 로드가 보급 되고 있는데 이는 OPST command 헤드 같은 라인과 접목되면서 스트리머 낚시를 더욱 쉽게 구사할 수 있게 되었다. 기존 6인치급 스트리머를 강의 반대편 강가로  던지기 위해선 8번 로드를 이용했지만  트라웃 스페이 로드와  skagit system의 라인을 적용하여 쉽게 적은 캐스팅으로 무거운 훅을 강의 반대편으로 던지게 되면서 대물 공략을 더욱 쉽게 할 수 있다. 큰 훅에 큰 고기가 무는 것은 절대 아니지만 그 만큼 큰 플라이를 사용하여 바른 스윙기법을 구사할 경우 대물 송어를 공략하기에 충분한  가능성이 있기 때문이다.
큰 훅은 주로 articulated fly 라고 큰 피래미를 형상화 한 것으로 보통 성인의 손바닥 길이로 보면 된다. 이런 훅은 기존의 6번 송어 로드로는 강에서 바른 캐스팅을 이끌어 낼 수 없기에 트라웃 스페이나 스위치 로드를 이용하여 공략하면 더욱 쉽게 대물을 공략할 수 있다.
2. 위에서 언급된 스윙기법에 더하여 캐스팅 후 다양한 리트리브 속도와 길이를 동반하여 공략하는 것이 좋다. 특히 대물들은 먹이 활동을 줄이고 한 번에 큰 미끼를 물어 배를 채우려는 경향이 강하기에 큰 플라이를 사용하여  강의 바닥권을 중심으로 공략해 보기를 권한다.  T8, T11 같은 싱킹 팁이나 rio사의 imow tip 시스템 등을 활용하면 더욱 효과적이다. 
강의 유속이 느릴 경우 빠른 리트리브를 권하고 강의 유속이 빠를 경우 스윙에 더하여 로드 팁을 twiching 형태로 플라이를 프리젠테이션해 보면 좋다.  핵심은 플라이의 애니메이션화이다.  스트리머 피싱과 님핑이나 드라이 플라이 피싱의  큰 차이점은 조과에 있다. 마릿수를 생각하고 그 결과를 원한다면 스트리머 낚시는 정말 따분하고 재미없는 기법이다. 온종일 낚시해도 어떤 경우는 입질 한번 받아 보기 어려울 때도 있다. 그런데, 낚아보면 대물일 경우가 많다. 플라이 낚시 하면서 대물을 걸어 그 대물의 기억이 평생간다면 도전해 봄직한 것이 스트리머 낚시이다.

## 스틸헤드 공략법
플라이 피싱을 중심으로
1. 장비
플라이 로드 싱글핸드와 스위치 로드 그리고 투핸드 스페이를 사용할 수 있다. 싱글핸드의 경우엔 6번 이상 스위치 로드의 경우 역시 6번이상 권한다.  투핸드 스페이 로드의 경우 역시 5번이나 6번 이상을 권한다. 다만 여름 스틸헤드의 경우엔 낮은 번호의 로드를 겨울철 스틸헤드 공략엔 높은 번호의 로드를 권한다. 지역과 강에 따라 스틸헤드의 크기와 강물의  수위와 유속에 따라 사용하는 플라이 즉 훅의 크기와 무게가 다양하므로 이에 대한 채비는 필수적이다. 최근 추세는 스위치 로드와 OPST 같은 라인의 조합이 대세로 자리 잡고 있다.( 저는 특정 회사와 무관하다. 다만, 마켓에 나와 있는 대부분의 로드와 라인을 사용해 본 결과 최근의 추세를 반영한 것일 뿐이다. 그렇다고 기존의 제품이나 조합이 잘못된 것은 전혀 없다. )
 플라이 릴은 강한 드랙이 걸리는 릴을 추천하지만 그렇지 않을 경우엔 핸드 즉 손으로 드랙을 걸어 훅킹된 스틸헤드를 다룰 수 있는 사전지식이나 경험을 숙지하는 것도 드랙이 없는 릴을 사용하는데 도움이 된다.
2. 여름철 스틸헤드
 보통 6월 정도에 강에 진입하여 여름과 가을을 강에서 보내고 늦가을엔 바다로 돌아가는 습성을 보이는 스틸헤드를 말한다. 12월 넘어서도 특정 강에 있는 경우도 있거나, 바다로 내려가지 않고 큰 호수에서 성장하는 개체수도 있다.  대부분 우리들이 알고 있는 스틸헤드들이 여름 스틸헤드로 가을철에 주로 잡는다. 9월과 10월이 주요 타깃 시즌이다. 장비는 위에서 언급된 대로 낮은 번호의 싱글핸드나 다소 작은 크기의 훅을 이용한다. 드라이 플라이 셋업이나 스칸디나비안 셋업이 여름철 스틸헤드 공략에 유리하다. 스카짓 셋업의 경우엔 물의 파장이 강해 사용할 수 있으나 추천하는 셋업은 아니다. 대체로 강의 유속이 어느정도 있고 수위가 높은 지역의 경우엔 스카짓을 사용해 볼 수 있다. 플라이 훅의 경우엔 보라색 및 핑크색이 적절히 섞인 계열이 적합하다.  개인적으로 경험으로 여름철 스틸헤드는 플라이 피셔의 캐스팅 능력과 수면위의 파장을 최소화하는 프리젠테이션 등 상당한 도전을 직면하게 된다. 스스로를 평가하는 좋은 테스트인 셈이다.
3. 겨울철 스틸헤드
 12월 중순경 강으로 진입하여 높은 수위의 겨울철을 지나 이듬해 3, 4 월 강에서 알을 낳고 늦어도 5월 정도엔 바다로 돌아가는 스틸헤드를 말한다. 겨울철 스틸헤드들은 여름보다 개체수가 많고 숫컷과 암컷의 사이즈가 여름철보다 크고 체구 역시 크고 무게도 많이 나간다. 강의 수위가 높고 유속이 빠르며 훅의 무게가 무거운 인터루더 계열을 사용하면 스카짓 시스템을 적극 권장한다. 하지만 개인의 취향에 따라 전통적인 롱벨리나 또는 스칸디나비안 셋업을 이용한다고 해서 공략이 불가능한 것은 아니다.  다만, 스틸헤드들을 공략하는 대부분의 캐나다 서부 및 미국 북서부 지역의 강들이 스카짓 시스템을 사용하면 유리한 지형과 강변 상황을 가지고 있다.  훅의 경우 다양한 색상과 다양한 크기의 조합을 염두에 두고 타잉하는 것이 좋다.  훅의 색상에 대해서는 다양한 의견이 나와 있다. 밝은 날엔 밝은 색 계열이 유리하고, 어두운 날은 어두운 색 계열의 훅이 성공확률이 높다는 것은 경험에서 오는 것일 뿐 확실한 통계는 없다. 플라이 낚시인들은 대체적으로 대부분의 색상을 조합하거나 훅의 무게 역시 다양한 형태로 준비를 하기에 다양한 훅을 사용해 보는 것이 보통이다. 그러나, 지역 가이드들과 동행 출조를 할 경우엔 그 강에 잘 먹히는 특히 계절별로 잘 먹히는 훅들이 있어서 그런 경험을 받아들여 낚시를 하면 된다.
4. 스틸헤드 공략법과 스윙기법
 아주 오래동안 우리들의 가장 기본적인 님핑기법은 핵심이 데드 드리프팅이다. 이에 반하여 스윙기법은 님핑기법과 상반된 개념이자 보완개념으로 웨트 플라이를 수면아래 강물에서 강물이 플라이 라인을 밀면서 발생하는 드랙에 기초하고 있는 프리젠테이션 방법이다. 스틸헤드 공략에 스윙기법이 애용되고 광범위하게 사용되는 첫번째는 넓은 강에서 스틸헤드가 어디에 있는지 모르기에 먼저 광범위한 지역의 탐색에  가장 유용한 방법이기 때문이다. 일단 스틸헤드가 있는 위치를 정확히 안다면 지역규정이 허락하는 범위 내에서 데드드리프팅 님핑기법이나 플로팅 기법을 이용한 공략 등은 각자 개인의 취향이자 선택일뿐, 스윙만이 나의 길이라고 말할 순 없다. 스윙기법의 두번째 이유는 인터루더 플라이의 말에서 보듯이 스틸헤드가 있는 장소에 움직이는 인터루더가 침입할 경우  알자리를 지키려는 스틸헤드의 본능적인 공격을 이용한 기법이자 움직이는 베이트 피쉬에 대한 먹이활동 등의 행동양식을 이용한다는 측면이 있다. 실제로 스틸헤드 또는 코호 킹 새먼 등 강에서 장거리 이동을 하거나 오래동안 생존해야 할 경우의 연어 등이 기존의 연구와는 달리 먹이활동을 한다는 새로운 연구들이 나타나고 있다. 스틸헤드의 경우는 당연히 왕성한 먹이활동을 한다.
 스윙기법의 핵심은 바닥층 어딘가에 있을 스틸헤드의 눈앞으로 드랙이 걸린 플라이를 프리젠테이션하는 것인데, 여름철 스틸헤드의 경우 예를 들어 스칸디나비안 시스템에 싱킹팁을 이용할 경우 권고사항은 leader line과 tippet을 가급적 플로로 카본같은 빛반사가 적은 라인을 권장한다. 이는 코호 낚시에도 적용가능하다. 물론 송어낚시도 맑은 강에서는 라인을 탄다고 말할 수 있다. 가급적 특별한 경우가 아니면 플라이를 메인 플라이 라인보다 빨리 스윙하는 기법을 권고한다. 싱킹팁에서 리더와 티펫의 길이는 여름철의 경우 7피트에서 9피트 정도는 사용할 수 있다. 이는 겨울철 경우 5피트 주로 3-4피트의 리더와 티펫라인을 사용하는 것과 약간 차이가 있다.
 스윙기법의 겨울철 핵심은 무거운 인터루더 플라이를 프리젠테이션하기에 주로 무거운 싱킹팁인 T11, T14이 사용될 수 있는데 그 이상은 사실 그렇게 스윙기법에 도움이 되지 못한 경험이 있다.
 스윙기법에서 그저 단순히 강물이 플라이 라인을 밀어내는 것에 의존하지 않고, 플라이 피셔들 중 상당수는 플라이 로드를 앞뒤로 움직여 자신의 플라이가 물속에서 베이트 피쉬처럼 움직이게 하기도 하며 나아가 로드팁을 가볍게 트위칭하는 형태로 위아래로 흔들어 주어 드라이 플라이니 웻플라이가 수면 아래에서 움직이는 형태를 동반하여 스윙하기도 하고 가볍게 느린 속도로 리트리브를 하기도 한다. 이는 다양하게 혼용하여 사용할 수 있다.
5. 스틸헤드의 훅킹시 대처법.
 플라이 피셔들이 스틸헤드를 훅킹하였을 그 순간에 라인을 너무 타이트하게 핸들 함으로써 스틸헤드를 놓치는 경우를 보았다. 스틸헤드를 훅킹한 순간에는 그 고기가 작은 것이라 해도 일단 라인을 차고 나가게 내버려 두어야 하는 것이 핵심이다. 바늘털이도 많지만 스틸헤드의 경우 훅킹 순간에 치고 나가는 힘이 다른 연어들과 비교해도 폭발적이기 때문이다. 일단 차고 나가서 어느 정도 강을 내려가면 그때부터 릴의 드랙을 이용하거나 핸드 드랙을 이용하여 서서히 힘을 풀어 주는 것이 오히려 고기에게 생존율을 높여 준다. 최근 스틸헤드의 경우 사진을 찍을 순간조차도 물밖으로 내지 않는 에티켓이 있을 정도로 잡은 스틸헤드를 네트를 이용하여 온전히 물속에 유지하면서 캐취 앤 릴리즈를 하는 경향이 높다. 물밖에 고기를 내어 사진을 찍는 그 순간 조차도 스틸헤드의 생존율을 떨어 뜨리기 때문이다.

## 전통적인 웨트 플라이 프리젠테이션 wet fly presentation (일명: greased line과 브로드사이드 드리프트 스윙의 차이점
오랜 전통에서 스윙낚시는 웻플라이와 소프트 헤클을 수면 아래에서 운영하는 것으로부터 시작된 것은 누구나 아는 사실이다. 여기에 더하여,  이 당시 광범위하게 사용된 스윙기법이 최근의 플라이 라인과 훅의 변화에 따라서 그 프리젠테이션 방법이 바뀌고 있지만, 여기에 약간의 혼선을 가지고 대부분의 플라이 피셔맨들은 스윙에서 전통적인 방법과 최근의 경향을 혼동하거나 혼용하고 있다. 딱히 잘못된 것은 전혀 아니지만, 어떤 경우에 그렇게 사용을 달리해야 하는가에 초점을 두고 살펴보자.
스틸헤드, 연어, 대물 송어 공략에 있어서 가장 먼저 플라이 낚시인이 고려해야 할 것은 자신의 대상어가 강의 어떤 환경에 있는가 하는 점이다.   스틸헤드인지 송어인지 나아가 연어인지 그기에 더하여 강의 수위가 높은지 유속이 빠른지 그리고 강의 폭이 넓어 공략이나 탐색해야 할 지역을 고려해야 할 것이다. 여기에 맞추어 나의 라인과 싱킹팁은 어떤 것을 가지고 있고 어떤 플라이를 프리젠테이션할 것인가에 여러 고려사항을 종합하여 자신의 스타일에 맞추어 공략하면 될 것이다.
스틸헤드를 기준으로 보면 여름철 스틸헤드 공략의 경우는 대체적으로 스칸디나비안 시스템을 이용하여 전통적인 웻 플라이 스윙을 구사해도 전혀 무리가 없다. 강이 대체적으로 낮고 대상어의 활성도가 상대적으로 높아 드라이 플라이에도 반응하는 것은 모두 아는 사실이다.  그러나, 플라이 라인이 다운 스트림 45도를 지나는 기점을 기준으로 일면 라인을 아래 다운 스트림으로 멘딩을 해서 흔히들 말하는 브로드사이드 드리프트 스윙을 해주면 이것 역시 하나의 옵션이다.
겨울철 스틸헤드의 경우 대체적으로 무거운 인터루더 플라이 계열을 사용하거나 무거운 싱킹팁을 사용하여  강바닥을 훝고 지나가는 방식인 이 브로드사이드 스윙기법을 적극적으로 추천한다. 유속이 다소 느릴 경우엔 훅이 바닥지형에 걸리는 경우가 빈번한데  이 경우엔 라인 콘트롤에 보다 신경을 써야한다.
스틸헤드나 연어들이 바닥권에서 수면으로 올라오는 경우가 적고, 상대적으로 깊은 수심층을 공략할 수 있고, 특히 테일아웃 지역에서, 또는 강뚝 근처의 대상어를 공략하는데 큰 도움이 되는 방법이다.

## Articulated streamer에 대한 몇가지 장점과 단점.
스트리머 낚시를 이용하여 대물 송어를 공략한 경험이 있으신 분들은 유투브나 웹사이트를 통해 많은 스트리머 패턴을 연구하고 타잉하셨을 것이다. 그 중에 개인적인 경험에 기초하여 다음 두 경우의 스트리머 패턴과 그 운용법에 대한 장 단점을 이야기 해 보자.
먼저, Kelly Galloup의 스트리머 패턴에 대한 이야기와 그 운용법이다.
모두 아는 것처럼 켈리의 경우 유명한 스트리머 낚시인이고 특히 자신만의 이름을 건 스트리머가 많다.  유투브에서 찾아 보시길 권한다. 켈리의 스트리머 특징은 Articulated이고 dumbbell eye를 사용하며 더빙이나 립 재료로 부력은 약하며 픽업시에 물을 적게 머금는 재료를 이용하는 점이 특징이다.
송어 공략시에 수량이 많고 급하며 훅을 수심 아래로 프리젠테이션해서 공략해야 한다면 싱킹라인에 3피트 정도의 리더 조합으로 켈리의 스트리머를 사용할 것을 적극 권한다. 물론 소에서도 사용가능하다. 이 정도의 훅을 날리기 위해서는 350grains 이상의 라인을 적극 권한다.
다음은 Tommy Lynch의 스트리머 패턴에 대한 것인데, 토미의 경우는 마치 배스버그 형태의 헤드를 하고 있고 트레일러 훅과 메인 훅에 부력이 많이 추가되는 형태의 스트리머를 사용한다.
실제로 타잉해서 운용해 보면 무게가 없어서 거의 강의 표면에 플로팅하는 경우가 많다.
수심이 낮고 강의 흐름이 완만하고 마치 연못 같은 형태의 강에서 싱킹라인과 조합하여 운용하면 대물 공략이 가능하다. 수심이 낮은 여름철의 아침일찍이나 늦은 시각 대물 송어 공략에 개인적으로 사용한다. 장점은 훅이 사이즈와 부피가 좋아 대물들이 잘 덤빈다는 점이다.
자신의 낚시지역이 어떤 형태의 강이고 수심이 어떠하다는 점을 생각해서 이용해 보길 권한다.
스트리머 낚시에서 보통 리더의 길이는 전체적으로 5피트를 넘기지 않는다. 적절한 길이는 3피트와 5피트 사이가 적당하다.

## Intruderfly(인터루더 플라이)에 대한 몇가지 이해
인터루더 플라이를 타잉하여 스윙을 통한 낚시를 많이 하는 추세이다.  여기서는 인터루더 플라이를 타잉할 때에 몇가지 고려해야 할 사항에 대하여 알아보자.
1. 대상어가 무엇이고 그 대상어가 주로 먹는 먹이감이 무엇인가에 고민이다.
 주로 베이트 피쉬, 작은 오징어류, 태평양 새우(사이즈가 다소 크니 Prawn이 적당할 듯), 그리고 리치 (leech)가 우리들이 낚고자 하는 대상어의 주요 먹잇감이다. 이 정도의 분류를 통해서       타잉을 할 때에,  예를 들면, 송어를 대상어로 그 먹잇감인 스컬핀(sculpin)을 타잉하고 자 한다면        머리속에 이미 재료와 사이즈 등이 그려질 것이다. 
 무조건 화려한 색상을 가져다 더빙하는 것보다는 대상어가 강준치, 송어, 첨연어라면 그 대상어의 주요 먹잇감에 대한 선행연구가 먼저 있어야 하고 그에 맞는 재료의 선택, 사이즈 등에 대한 생각으로 타잉을 하면 무난하다고 본다.
2. 인터루더 플라이는 기존의 천연재료보다는 인조(synthetic)재료를 더 선호하는 경향이 있다. 실제로 타잉을 해서 픽업할 경우 무거운 shank에 더빙된 재료가 물을 머금어 던지기 쉬운 쪽은 인조재료가 천연재료보다 나은 점이 있다. 인조재료는 또한 다양한 색상을 구현하고 나아가 천연재료가 낼 수 없는 반짝거리는 효과는 압도적인 기능한다.
3. 인터루더 플라이 타잉시에 가장 중시하고 중요하게 여겨야 할 부분이 바로 더빙 볼이다. 유투브에 나오는 인터루더 플라이 타잉 중에 더빙볼을 만드는 부분을 유심히 연구하면 많은 도움이 될 것이라 본다. 
 이 dubbing ball의 역할은 핵심적으로 마치 재료가 우산처럼 펴지도록 도와 주는 역할을 한다.  재료들이 올바로 퍼지면 물속에서 스윙시나 리트리브시에 살아있는 애니메이션 효과가 더욱 더 발휘될 수 있다. 이 부분에 대한 이해와 타잉시에 조금 더 신경을 쓴다면 좋은 인터루더 플라이를 타잉에 도움이 된다.
4. 인터루더 플라이를 타잉할 때 트레일 훅의 길이를 많은 플라이 피셔분들이 오해하시는 듯 하다.  가급적 테일 재료의 끝을 트레일러 훅이 넘어서지 않는 범위 내에서 트레일 훅의 길이를 결정해야 한다. 아주 잘 타잉된 인터루더도 훅만 따로 재료를 넘어서는 것을 많이 보는데 인터루더 플라이 타잉시 가급적 피해야 한다. 훅은 가급적 재료속에 숨겨놓아야 한다는 생각이 대부분 전문 플라이 타이어들의 생각인듯 하다.

인터루더 플라이는 플라이 피셔맨의 상상력과 창조력을 불러온다. 인조재료와 천연재료의 다양한 혼합과 나아가 대상어종의 먹잇감에 대한 다양한 연구를 통한 타잉은 지금도 계속 진행 중이다.  우리는 인터루더 플라이에 대해 Ed Ward, Jerry French, Scott Howell 등에게 계속 배우고 익힐 필요가 있다. 

## 스페이 스윙에서 펄스(pulse)기법의 적용 pulsing the swing
```
투핸드 스페이로드나 스위치로드로 겨울철 스틸헤드를 공략할 경우 많은 가이드들이 고객에게 펄스기법(pulsing the swing)을 시도하도록 한다. 연어시즌 공격성이 강한 코호나 쉬눅(킹)연어를 공략할 경우,또는 코호플라이 낚시에서 로드의 팁을 위하래 흔들경우 즉 트위칭(twiching)기법을 사용하여 대상어종을 공략할 경우 공통점은 연어나 스틸헤드 대상어의 공격성을 유도하려는 의도에 있다.
```

```
펄스기법의 경우 캐스팅 후 멘딩 동작이 끝난 후 라인에 드랙이 걸려 스윙을 할 때에 플라이의 움직임에 작은 애니메이션 효과를 넣어주는 동작으로 투핸드로드를 라인과 일직선 상에서 앞뒤로 약 6인치 정도 움직여 마치 규칙적인 앞뒤 움직임을 만들어 플라이에 작은 움직임을 넣어주는 경우이다.
이 펄스기법은 킹연어 또는 움직임이 적은 코호 등에 효과적인데, 어려운 기법으로 보이는 듯 하지만 단순히 로드를 스윙에 따라 앞뒤로 6인치 정도에서 움직여주는 단순한 동작이다.
```

```
펄스기법과 유사한 결과를 도출해 내는 것이 스윙 시에 인터루더 플라이를 리트리브 즉 stripping 하는 동작인데 이 때 일반적인 송어대상의 스트리머 리트리브의 속도와 길이보다 낮추어 느린 속도로 짧게 천천히 리트리브를 할 경우 이 펄스기법과 유사한 동작을 연출할 수 있다.
```

```
펄스기법은 쉬눅연어 공략이나 코호 특히 겨울철 스윙에서 스틸헤드의 공격성이 자신의 영역을 지키려는 시점에 아주효과적인 기법이다.
```

```
펄스기법은 대물 송어를 공략하기 위한 트라웃 스페이의 스윙에서도 충분히 적용할 수 있는 기법이다. 유속이 빠른 지역보다는 강폭이 약간 넓어지면서 유속이 느린 지역의 테일아웃 등에서 효과적이다. 
```